# 威廉·默茨
威廉·默茨（英語：William Merz，1878年4月25日—1946年3月17日），美国男子竞技体操运动员。他曾获得1904年夏季奥运会体操比赛男子吊环银牌。他在该届奥运会也参加了田径比赛，获得三项全能的铜牌。